# موفيت (كيبك)
موفيت (بالإنجليزية: Moffet, Quebec)‏ هي بلدية محلية في كيبيك تقع في كندا في بلدية مقاطعة تميسكامينغ الإقليمية ‏. يقدر عدد سكانها بـ 196 نسمة ومساحتها 425.30 كم2 . سكان البلدية دائما ما يبحثون عن اشخاص يسكنون منطقتهم بسبب قلة العدد السكاني.